# César Peñaranda
César Augusto Peñaranda Murguira (14 de maio de 1915 — 22 de março de 2007) foi um ciclista peruano. Defendeu as cores do Peru nos Jogos Olímpicos de 1936, em Berlim.